# Josef Vilém z Löschneru
Josef Vilém svobodný pán z Löschneru (též z Loeschneru, 7. května 1809, Kadaň – 19. dubna 1888, Velichov) byl profesor lékařské fakulty UK v Praze a český lékař působící v oblasti vnitřního lékařství, oboru balneologie. Po studiu na gymnáziu v Kadani, Chomutově a univerzitě v Praze získal roku 1834 titul doktora medicíny. Stal se řádným profesorem na Univerzitě Karlově v Praze. Působil zde v letech 1862/1863 jako rektor. 1865-68 byl povolán jako osobní lékař Františka Josefa I.

## Biografie
Rodný dům Löschnera čp. 232 stál v místech dnešní Koželužské ulici v Kadani, zbořen byl teprve v 60. letech 20. století při budování současné panelové výstavby. Löschnerův otec byl předměstským mlynářem a majitelem statku, zemřel ovšem velmi mladý. Mladý Josef byl opravdu bystré dítě. Také proto mu bylo dovoleno, aby již jako čtyřletý navštěvoval školní vyučování.
Roku 1819 nastoupil na kadaňské piaristické gymnázium. Přestože byl Löschner jakožto sebevědomý mladík velmi kritický k tamějším pedagogickým metodám, absolvoval první čtyři ročníky jako premiant. Již roku 1825 složil maturitní zkoušky a zapsal se na Filozofickou fakultu Karlo-Ferdinandovy univerzity v Praze. Uvažoval o dráze duchovního, nakonec ale roku 1827 přestoupil na lékařskou fakultu. Od této chvíle považoval medicínu za své životní poslání. Promován byl na podzim 1834 v pražském Karolinu. Působil pak několik let v Praze jako policejní lékař a asistent kliniky, začal psát do odborných časopisů. Za svůj život publikoval desítky článků a studií a řadu knih, například „Sauerbrunnen zu Bilin in Böhmen“ (1859), „Die Leukämie der Kinder“ (1860), „Die Mineralquellen von Königswart“ (1865) a další pediatrické a balneologické skici.
S velkým nasazením shromažďoval finance pro zřízení moderní dětské nemocnice v Praze. Významně přispěla česká šlechta a zejména císař a český král Ferdinand I. Dobrotivý. Po různých provizoriích byla roku 1854 otevřena na Karlově náměstí na Novém Městě pražském nová Dětská nemocnice Františka Josefa. Löschner, který byl již od roku 1849 univerzitním profesorem, se horlivě věnoval přednáškám z pediatrie a osvětové činnosti mezi lékaři i obyvatelstvem. V období 1849/50 byl dokonce děkanem lékařské fakulty. Zároveň působil i jako osobní lékař některých významných osobností, například právě Ferdinanda I. nebo později skladatele Bedřicha Smetany.
V 50. letech 19. století však své zraky obracel stále více i k balneologii, moderně pojímanému lázeňství, které se tehdy nově konstituovalo jako vědní obor. Cestoval proto nejen po českých lázních, ale zavítal též na Moravu, do Uher, Štýrska a Tyrolska, k Severnímu i Baltskému moři, několikrát navštívil Itálii. V roce 1860 jej rakouská vláda vyzvala, aby se podílel na reformě zdravotnictví, čemuž se pak s velkým nasazením věnoval několik let. Roku 1862 se jakožto zemský medicinální rada podílel na organizaci sjezdu přírodovědců a lékařů v Karlových Varech. Přijelo jich šest stovek nejen z rakouských, českých a německých zemí, ale také z Anglie, Francie, Švédska, Norska, Ruska, z Ameriky i Afriky. Z Prahy dorazil rovněž Jan Evangelista Purkyně. Posléze byl Löschner dokonce na akademický rok 1862/63 zvolen rektorem Karlo-Ferdinandovy univerzity v Praze a automaticky tak mohl zasedat v českém zemském sněmu. Prosadil zde mimo jiné novou lázeňskou legislativu a reformu některých zdravotnických ústavů.
Od roku 1863 se vrací do své Kadaně. Podpořil zřízení kadaňského sirotčince i místní dobročinné spolky, nechal opravit chátrající kostel sv. Anny a na protějším pozemku zřídil park, který dnes opět nese jeho jméno. Když však v roce 1864 zemřela jeho matka, rozhodl se, že rodné město opustí. V témže roce zakoupil panství a zámeček ve Velichově. Tento zámek v Poohří, na rozhraní Doupovských vrchů a Krušných hor, se tak stal jeho hlavním sídlem. Ve stejné době zastával též funkci osobního lékaře císaře Františka Josefa I., zajížděl často do Vídně, v roce 1865 byla jmenován zdravotním referentem vídeňského státního ministerstva, soustředil se na reformu zdravotnictví a obnovu lázeňství, spolupracoval s lékařskou fakultou Vídeňské univerzity. V době prusko-rakouské války roku 1866 byl císařským dekretem určen za dohlížitele nad vídeňskými nemocnicemi, v nichž se léčily tisíce raněných. Löschner byl na pokraji svých sil a odjel proto na léčení do Karlových Varů.
Roku 1869 odešel do zasloužené penze a o rok později se už ve Velichově oženil s Annou Maškovou z Maasburgu, proslulou svou dobročinností. Za své služby císařské rodině a vlasti byl roku 1870 povýšen do šlechtického stavu. Hlubokým přátelstvím byl spojen s podnikatelem a filantropem Heinrichem Mattonim, který provozoval lázně v nedaleké Kyselce a vyvážel místní minerální vodu do celého světa. Löschner, sám velký podporovatel lázeňství, plnil úlohu jeho hlavního odborného poradce.
Josef Wilhelm Löschner zemřel 19. dubna 1888 a byl pohřben do rodinné hrobky ve Velichově. Ta je ozdobena jeho erbem, na němž je pelikán sytící svá mláďata vlastní krví, a Löschnerovým osobním heslem „Semper paratus“ (Vždy připraven). Pohřbu, jenž se konal 24. dubna 1888, se zúčastnilo na sedm stovek lidí z celé monarchie. Včetně delegace z Kadaně, vedené starostou Reifem a okresním hejtmanem Blaschkem, které doprovázel oddíl kadaňských městských ostrostřelců.
Löschner byl nositelem mnoha řádů a čestných ocenění, například byl rytířem řádu Františka Josefa, velkovévodského toskánského řádu sv. Josefa a královského uherského řádu sv. Štěpána. Mnohé středoevropské akademie jej jmenovaly svým členem, mezi nimi též Královská česká společnost nauk. Za svého čestného občana jej vyhlásila města Kadaň, Praha, Karlovy Vary, Františkovy Lázně, Kynžvart, Teplice a rakouský Hall. V rodné Kadani si jej řada spolků zvolila svým čestným členem, například ostrostřelci, vojenští veteráni nebo místní pěvecký sbor. K Josefu Wilhelmu Löschnerovi se jako ke svému předchůdci dodnes hlásí řada lékařů a přírodovědců v České republice a Rakousku, oceňován je jakožto významný evropský průkopník moderní balneologie. Prostor mezi kostelem sv. Anny a Státním okresním archivem v Kadani nese od roku 2009 opět jméno Löschnerovo náměstí.

## Dílo
- Der Gießhübler Sauerbrunn, 1846
- Die Versendung der Karlsbader Mineralquellen, 1847
- Das Saidschitzer Bitterwasser, 1853
- Der Sauerbrunnen zu Bilin, 1859
- Johannisbad im böhmischen Riesengebirge, 1859
- Beiträge zu Balneologie aus den Kurorten Böhmens, 1862
- Balneologische Skizze von Tetschen-Bodenbach, 1862
- Die Eisenwässer von Königswart, 1865
- Teplitz und die benachbarten Kurorte, 1867